# Limited-Edition Vinyl Box Set
Limited-Edition Vinyl Box Set — вініловий бокс-сет американського треш-метал гурту Metallica. Він був випущений 23 листопада 2004 року.
Бокс-сет має перші чотири студійні альбоми гурту, та мініальбом та сингл із зображеннями. Кожен з наборів був пронумерований від 1 до 5000.

## Елементи Box сету
- Kill 'Em All
- Ride the Lighting
- Creeping Death (диск із зображеннями)
- Master of Puppet
- The $5,98 E.P. — Garage Days Re-Revisited
- . . . And Justice for All

## Персонал
- Джеймс Хетфілд — вокал, ритм-гітара
- Кірк Гемметт — соло-гітара
- Кліфф Бертон — бас, бек-вокал
- Ларс Ульріх — ударні
- Джейсон Ньюстед — бас, бек-вокал (The $5.98 EP — Garage Days Re-Revisited ; . . . І справедливість для всіх)